# Chaos (algue)
Pour les articles homonymes, voir Chaos.
Genre
Chaos est un genre d'algues rouges de la famille des Porphyridiaceae. 

## Liste d'espèces
Selon AlgaeBase (26 juillet 2013) :
- Chaos nobile (Penard) Bovee & Jahn (Sans vérification)
- Chaos sanguinarius Bory de Saint-Vincent ex Desmazières (espèce type)

Selon Catalogue of Life (26 juillet 2013) et ITIS (26 juillet 2013) :
- Chaos carolinense
- Chaos illinoisense (Kudo, 1951)

Selon NCBI (26 juillet 2013) :
- Chaos carolinense
- Chaos nobile